# فهرست مخترعانی که با اختراع خود کشته شدند
در زیر فهرست نوآورانی آمده‌است که مرگ آن‌ها با پروسه طراحی، تولید یا خود اختراع آن‌ها ربط داشته‌است.

## خودرو
- ویلیام نلسون (۱۸۷۹ - ۱۹۰۳)، کارمند جنرال الکتریک بود. طرحی جدید برای دوچرخه موتوردار ارائه کرده بود و در هنگام آزمایش نسخه اولیه از روی آن افتاد که به مرگش منجر شد.
- سیلوستر اچ روپر  مخترع دوچرخه بخاری که پس از تصادف با آن، دچار سکته شد و درگذشت.

## هوانوردی

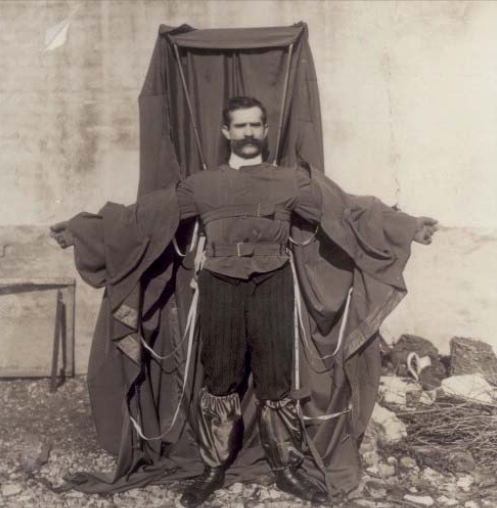
فرانز ریشلت که در ۱۹۱۲ چتر نجاتی شبیه به کت ساخت و با آن از روی برج ایفل پرید و کشته شد.

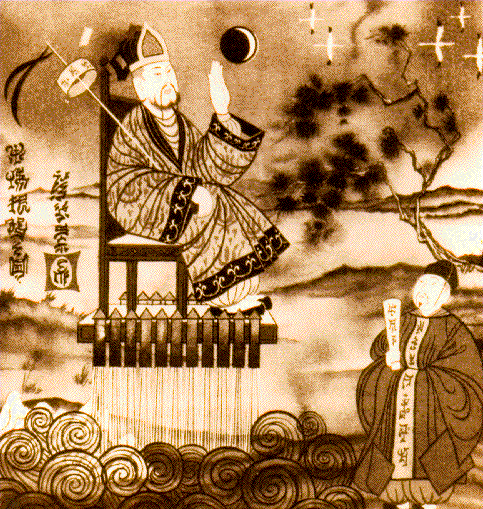
وان هو در حال پرواز با صندلی راکت‌دار.

- اسماعیل جوهری (در گذشت در ۱۰۰۳ یا ۱۰۱۰ میلادی)، از بام مسجدی در نیشابور با دو بال چوبی به پایین پرید تا پرواز کند که به مرگش منجر شد.
- ژان فرانسیس پیلاتر د روزیر، او را اولین درگذشته سوانح و حوادث هوایی می‌دانند. در ۱۵ ژوئن ۱۷۸۵ هنگامی که در بالون روزیر به همراه پیر روماین قصد عبور از کانال مانش را داشت کشته شد.
- اوتو لیلینتال (۱۸۴۸ - ۱۸۹۶)، یک روز پس از پرواز کایت سواری درگذشت.
- فرنز ریشلت (۱۸۷۹ - ۱۹۱۲)، یک خیاط بود که کت چتر نجات را اختراع کرده بود و برای آزمایشش خود را با آن از برج ایفل به پایین پرتاب کرد که باعث مرگش شد. او گفته بود که ابتدا یک عروسک آزمایشی را با آن امتحان خواهد کرد اما خودش با آن به پایین پرید.
- آئورل ولایکو (۱۸۸۲ - ۱۹۱۳)، هنگام عبور از کوه‌های کارپات با هواپیمای ساخت خودش، ولایکو ۲ سقوط کرد و کشته شد.
- هنری اسمولینسکی (درگذشته ۱۹۷۳)، در هنگام آزمایش اولین محصول شرکتی که خود بنیان نهاده بود با عنوان ماشین پرنده ای‌وی‌ای میزار درگذشت. این ماشین را از روی فورد پینتو ساخته بود.
- مایکل داکر (درگذشته سال ۲۰۰۹ در سن ۵۳ سالگی)، در هنگام آزمایش تاکسی پرنده درگذشت که برای سفر سریع و راحت میان شهرها ساخته بود.
- مکس والیر (۱۸۹۵ - ۱۹۳۰)، فیزیکدان اتریشی که در انجمن موشک Verein für Raumschiffahrt موفق به ساخت موشک سوخت‌مایع شد. در ۱۷ می ۱۹۳۰ میلادی، موتور موشکی که با الکل کار می‌کرد در محل آزمایشش در برلین منفجر شد که باعث مرگ او شد.
- وان هو (سده ششم میلادی)، افسری چینی بوده که گفته می‌شود با نشستن بر روی یک صندلی که ۴۷ راکت زیر آن نصب شده بوده می‌خواسته به فضای بیرونی برسد. گفته می‌شود که راکت‌ها منفجر شدند و دیگر هیچکس نه او و نه صندلی را ندید.

## صنعت
- ویلیام بولوک (۱۸۱۳ - ۱۸۶۷)، مخترع پرس چرخنده چاپ بود. چندین سال پس از اختراع این ماشین پایش در هنگام نصب یک نسخه از آن در شهر فیلادلفیا گیر کرد و آسیب دید. پای آسیب‌دیده به قانقاریا مبتلا شد و بولوک در حین قطع عضو درگذشت.

## دریانوردی

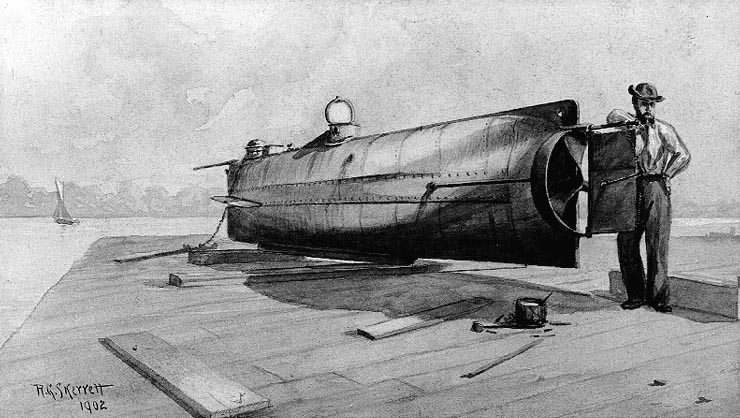
زیردریایی هانلی، ۱۹۰۲ میلادی.

- هوراس لاوسون هانلی (درگذشته ۱۸۶۳ در سن ۴۰ سالگی)، مخترع و مهندس دریایی ایالات مؤتلفه آمریکا بود که اولین زیردریایی جنگی جهان با نام سی‌اس‌اس هانلی را ساخت که او و هفت تن از خدمه در حین کار با آن درگذشتند.
- توماس اندروز (۷ فوریه ۱۸۷۳ - ۱۵ آوریل ۱۹۱۲)، تاجر و کشتی‌ساز ایرلندی که مدیر و رئیس بخش ساخت شرکت کشتی‌سازی هارلند اند ولف در بلفاست ایرلند بود. او مهندس طراحی آر ام اس تایتانیک بود. او در اولین مسافرت کشتی تایتانیک یکی از ۱۵۱۴ فردی بود که در برخورد کشتی با کوه یخ و غرق شدن آن کشته شدند.

## پزشکی
- توماس میدگلی جونیور (۱۸۸۹ - ۱۹۴۴)، شیمی‌دان و مهندس آمریکایی بود که در سن ۵۱ سالگی به فلج اطفال مبتلا شد که او را کاملاً ناتوان ساخت. او سیستم دقیقی از قرقره‌ها و نخ‌ها ساخت که دیگران بتوانند او را به راحتی از روی تخت بلند کنند. او در سن ۶۳ سالگی در این وسیله خود گیر کرد و به علت خفگی ناشی از گیر افتادن در میان نخ‌ها جان باخت. او را به خاطر طراحی افزونه تترااتیل‌سرب به گازوئیل و نیز کلروفلوئوروکربن (سی‌اف‌سی‌ها) می‌شناسند.
- الکساندر بوگدانوف (۲۲ آگوست ۱۸۷۳ - ۷ آوریل ۱۹۲۸)، پزشک، فیلسوف، علمی‌تخیلی‌نویس و انقلابی بلاروسی بود که آزمایش‌های تزریق خون را برای رسیدن به جوانی دوباره یا عمر طولانی شروع کرد. او پس از گرفتن خون یک دانشجوی مبتلا به مالاریا و سل، احتمالا به علت عدم سازگاری گروه خون درگذشت.
- جیم فیکس (۱۹۳۲ - ۱۹۸۴)، نویسنده‌ی، کتاب کامل دو (به انگلیسی: The Complete Book of Running) بود که در آن به فواید دو در تناسب اندام می‌پرداخت و پرفروش‌ترین کتاب سال ۱۹۷۷ در ایالات متحده بود. فیکس در ۲۰ جولای ۱۹۸۴ در سن ۵۲ سالگی بر اثر سکته قلبی پس از دوندگی درگذشت.

## فیزیک
- ماری کوری (۱۸۶۷ - ۱۹۳۴)، پروسه جداسازی رادیوم را پس از کشف عناصر رادیواکتیو رادیوم و پولونیوم اختراع کرد. او به خاطر پرتو یونی به کم‌خونی آپلاستیک مبتلا شد که باعث مرگش شد. خطر تشعشعات رادیواکتیو در زمان او هنوز به‌طور کامل درک نشده بود.
- برخی از کسانی که در ساخت و اختراع بمب اتمی در آزمایشگاه ملی لاس آلاموس دست داشتند بر اثر تشعشعات رادیواکتیو جان باختند که از آن‌ها می‌توان به هری کی داگلیان جونیور (۱۹۲۱ - ۱۹۴۵) و لوئیس اسلوتین (۱۹۱۰ - ۱۹۴۶) اشاره کرد که در دو حادثه نشت رادیواکتیو در این مرکز در معرض تشعشعات قرار گرفتند.
- سابین آرنولد ون سوچوکی مخترع نخستین رنگ شب‌تاب بر پایه رادیوم بود که به خاطر تشعشات رادیواکتیو به کم‌خونی آپلاستیک مبتلا شد و درگذشت.

## سرگرمی
- کارل سوکک (۱۹ آوریل ۱۹۴۷ - ۲۰ ژانویه ۱۹۸۵)، شعبده‌باز کانادایی بود که بشکه جاذب ضربه را اختراع کرد و در هنگام نمایش با آن از روی سقف رلیانت استرودوم به پایین پرید که منجر به مرگش شد.

## مجازات

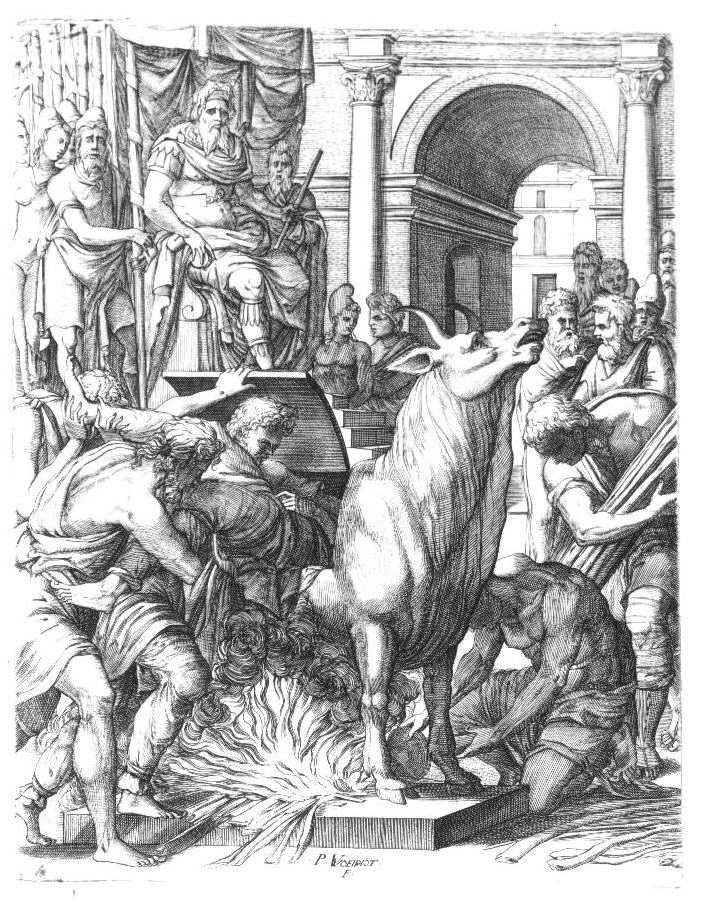
فالاریس دستور می‌دهد تا برای آزمایش گاو برنزی، پریلوس آتنی را در آن بیندازند.

- لی سی (۲۰۸ پیش از میلاد)، نخست‌وزیر دودمان چین بود که با قوانین پنج مجازات به اعدام محکوم شد که خود آن را بنیان نهاده بود.
- جیمز داگلاس، چهارمین کنت مورتون (درگذشته ۱۵۸۱)، در ادینبورگ بوسیله مایدن اسکاتلاندی اعدام شد. او هنگامی که در اسکاتلند نماینده پادشاه بود این وسیله را برای اعدام مجرمین ساخته بود.
- پریلوس آتنی (حدود ۵۵۰ پیش از میلاد)، بر طبق افسانه‌ها او کسی بود گاو برنزی را برای کشتن زجرآور محکومین به فرمان فالاریس،‌ حاکم زورگوی جزیره سیسیل ساخت. فالاریس دستور داد تا ابتدا این وسیله را بر روی سازنده‌اش، پریلوس آزمایش کنند که باعث مرگ او شد.

## راه‌آهن
- والرین آرباکوفسکی (۱۸۹۵ - ۱۹۲۱)، آئروواگن را ساخت که خودروی ریلی پرسرعتی بود که با موتور هواپیما و پروانه و به منظور جابجایی سربازان شوروی ساخته شده‌بود. در ۲۴ جولای ۱۹۲۱، گروهی به سرپرستی فیودور سرگیف برای آزمایش آئروواگون با آن از موسکو به تولا رفتند. همه چیز به خوبی پیش رفت اما در هنگام بازگشت،‌ آئروواگون از ریل به پایین افتاد و همه سرنشینان آن از جمله آرباکوفسکی ۲۵ ساله کشته شدند.
- جرج جکسون چرچ‌وارد (۱۸۵۷ - ۱۹۳۳)، مدیر پیشین مهندسی مکانیک شرکت راه‌آهن بزرگ غرب، با قطاری تصادف کرد که با لوکوموتیو کلاس کستل GWR کشیده می‌شد. این لوکوموتیو را چارلز کولت بر اساس طرح‌های چرچ‌وارد ساخت.